# Brezelsonntag
Der Brezelsonntag (lux.: Bretzelsonndeg, auch: Bratzelsonndeg) ist eine luxemburgische Ostertradition. Am vierten Sonntag der Fastenzeit, auch Laetare genannt bzw. Mittfasten oder Halbfasten, schenken die Jungen einem Mädchen, das sie mögen, ein süßes, dekoriertes Gebäck in Brezelform. Wenn das Mädchen den Jungen auch mag, gibt sie ihm am Ostersonntag ein Schokoladenei zurück. In Schaltjahren wird die Reihenfolge umgekehrt: Die Mädchen verschenken die Brezeln, die Jungen das Ei. Auch verheiratete Paare führen die Tradition aus.
An diesen Tagen finden an einigen Orten Luxemburgs Umzüge statt, die sogenannte Kavalkaden. 